# Eksergija in anergija
Pojma eksergija in anergija je v svetovno literaturo uvedel slovenski znanstvenik dr. Zoran Rant, profesor na Univerzi v Ljubljani (1946–1962) in pozneje na Tehniški univerzi Braunschweig (1962–1972), označujeta pa pretvorljivost energij.
Vsaka energija je sestavljena iz eksergije in anergije, pri tem je lahko eden od obeh delov enak nič:
energija = eksergija + anergija
Energije lahko razdelimo glede na njihovo pretvorljivost v tri vrste.
- Energija, ki je neomejeno pretvorljiva v druge oblike energij, na primer: mehansko delo, električna energija, potencialna energija vode, kinetična energija vetra itd; ta energija se sestoji samo iz eksergije, delež anergije je enak nič.
- Energija, ki je omejeno pretvorljiva v druge oblike energij, na primer: toplota.
- Energija, ki ni pretvorljiva, na primer: notranja energija okolice; ta energija se sestoji samo iz anergije, delež eksergije je enak nič.

Glede na napisano se prvi zakon termodinamike glasi: pri vseh procesih ostane vsota eksergije in anergije konstantna. In drugi zakon termodinamike: pri vseh teoretičnih, povračljivih ali reverzibilnih procesih ostane eksergija konstantna, medtem ko se pri dejanskih, nepovračljivih ali ireverzibilnih procesih eksergija manjša in se spreminja v anergijo. Vsi tehnični procesi so zaradi nepopolnosti naših strojev in naprav, zaradi tekočinskega trenja itd. nepovračljivi, zato moramo vedno računati z izgubani eksergije.
Eksergija in anergija toplote:
{\displaystyle E_{Q}=Q{\frac {T-T_{O}}{T}}}
{\displaystyle A_{Q}=Q{\frac {T_{O}}{T}}}
Eksergija in anergija notranje energije:
{\displaystyle E_{U}=U-U_{O}-T_{O}\,(S-S_{O})}
{\displaystyle A_{U}=U_{O}+T_{O}\,(S-S_{O})}
Eksergija in anergija entalpije:
{\displaystyle E_{H}=H-H_{O}-T_{O}\,(S-S_{O})}
{\displaystyle A_{H}=H_{O}+T_{O}\,(S-S_{O})}
pri tem je Q  toplota,  T  temperatura dovoda toplote v proces,  TO  temperatura okolice,  U  v proces dovedena notranja energija,  UO  notranja energija okolice,  H  v proces dovedena entalpija,  HO  entalpija okolice,  S  v proces dovedena entropija in  SO  entropija okolice.
Merilo za učinkovist pretvorbe ene oblike energije v drugo je izkoristek. Energijski izkoristek η  je definiran kot razmerje med v proces dovedeno in iz procesa odvedeno energijo (delom, toploto).
Primer: potencialna energija vode je popolnoma pretvorljiva v mehansko delo, zato se energijski izkoristek vodne turbine približuje vrednosti ena. Če ne upoštevamo trenja (če predpostavimo povračljiv proces), potem je za izgube odgovorna le nepopolna konstrukcija vodne turbine:
η {\displaystyle ={\frac {W_{o}}{W_{d}}}} ≤ 1
Drugače je pri toploti, ki tudi pri konstrukcijsko odličnem stroju ni popolnoma pretvorljiva v mehansko delo. Primer: motor z notranjim zgorevanjem ima energijski izkoristek, ki je precej manjši od ena: vse v proces dovedene toplote namreč ni mogoče pretvoriti v mehansko delo.
η {\displaystyle ={\frac {W_{o}}{Q_{d}}}} < 1
To lastnost toplote korigira eksergijski izkoristek. Eksergijski izkoristek ζ je definiran kot razmerje med izkoriščeno in vloženo eksergijo:
ζ {\displaystyle ={\frac {E_{o}}{E_{d}}}} ≤ 1
Za vse povračljive procese, tudi za procese s toploto je njegova vrednost ena, za nepovračljive manjša od ena.